# KkStB 51 sorozat
A kkStB 51 sorozat egy tehervonati szerkocsis gőzmozdony sorozat a cs. kir. osztrák Államvasutaknál (k.k. österreische Staatsbahnen, kkStB), amely mozdonyok eredetileg a Ferdinánd császár Északi Vasúté (Kaiser Ferdinands Nordbahn, KFNB) voltak.
A KFNB összességében 120 db ebbe a sorozatba tartozó mozdonyt állított szolgálatba. A Steg, a Bécsújhelyi és a Floridsdorfi Mozdonygyár szállította 1871 és 1889 között és a hosszú szállítási időszak miatt különböztek egymástól. A táblázatban látható adatok tehát csak az utolsó szállítási tételre jellemzőek. A mozdonyokhoz kapcsolt szerkocsik típusa is változatos.
A KFNB az Vd sorozatba és a 391-510 pályaszámtartományba számozta be őket. Ezen kívül minden mozdonynak volt neve is ábécé rendben, kezdve az Altenmarket-től a Zator-ig.
A KFNB államosításával az összes Va sorozatú mozdonya is a kkStB-hez került, ahol az kkStB 51 sorozatba osztották be őket.
Az első világháború után az 51 sorozat mozdonyaiból a Román Államvasutakhoz (CFR), a Lengyel Államvasutakhoz (PKP) a Th 16 sorozatba, a Csehszlovák Államvasutakhoz (ČSD) a 312.1 és a 313.0 sorozatba, valamint az Osztrák Szövetségi Vasutakhoz (BBÖ) kerültek. A PKP 1925-ig, a BBÖ 1932-ig, a ČSD 1963-ig selejtezte őket.
Végezetül meg kell jegyezni, hogy az kkStB 51 sorozatot a kkStB már felhasználta. Az 51.01-03 számú mozdonyok 1892-ben 50.26-28, az 51.04-12 számúak pedig 54.41-49 pályaszámúakká lettek átszámozva, így a sorozatszámot ismét kioszthatták.

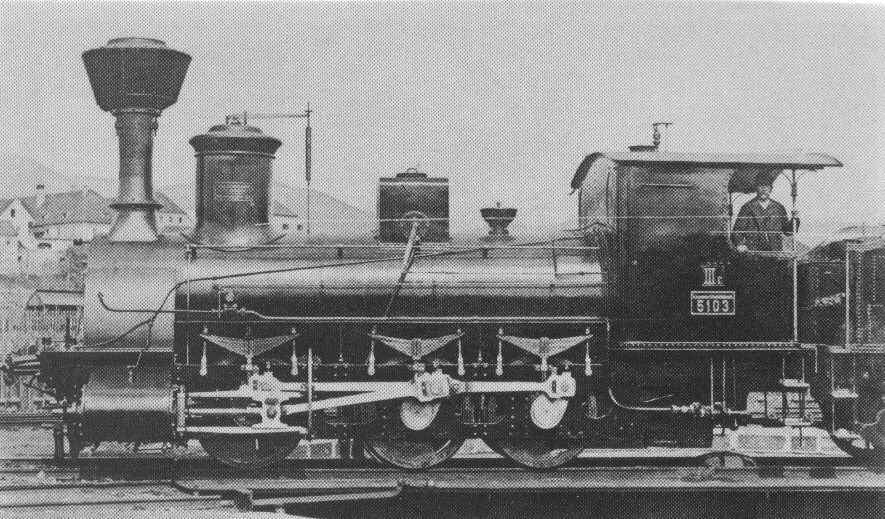
A kkStB 51.03

## Fordítás
- Ez a szócikk részben vagy egészben  a   kkStB 51 című német Wikipédia-szócikk fordításán alapul.  Az eredeti cikk szerkesztőit annak laptörténete sorolja fel. Ez a jelzés csupán a megfogalmazás eredetét és a szerzői jogokat jelzi, nem szolgál a cikkben szereplő információk forrásmegjelöléseként. Az eredeti szócikk forrásai szintén ott találhatóak.